# خبرگزاری بلگا
خبرگزاری بلگا (انگلیسی: Belga News Agency) (مخفف انگلیسی: Belga)، یک خبرگزاری بلژِیکی است و چنانچه خود می گوید منبع اصلی گزارش اخبار و رویدادهای خبری  کشور بلژیک است.
این خبرگزاری در سال ۱۹۲۰ تاسیس شده است. 
کارکنان خبرگزاری بلگا حدود ۱۳۵ تن هستند که یک صد تن به عنوان ژورنالیست فعالیت می کنند. این خبرگزاری عضو اتحادیه خبرگزاری های کشورهایی اروپایی (EANA) است. 